# Chrám Zvěstování (Moskva)

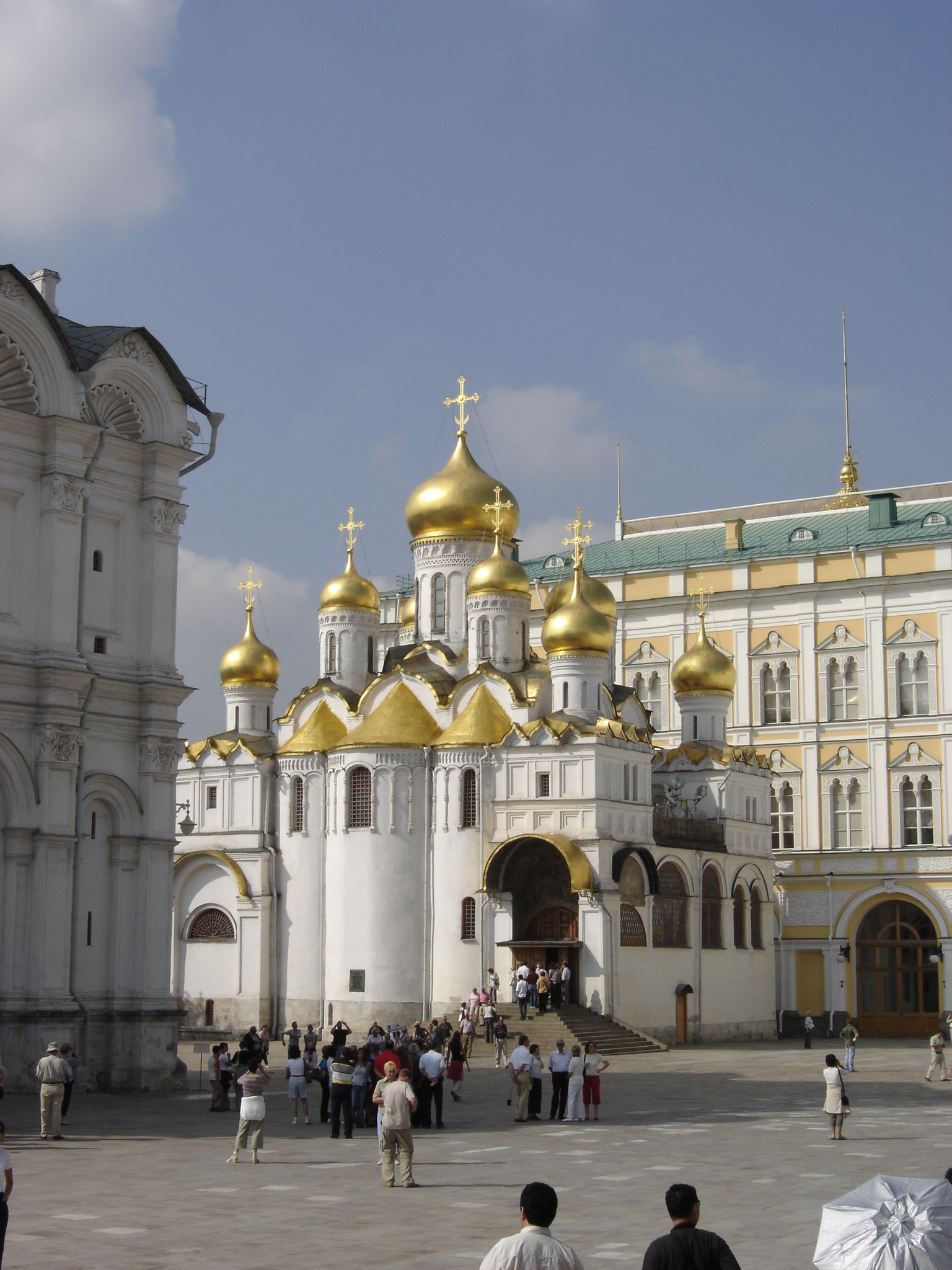
Chrám Zvěstování (Blagoveščenskij sobor)

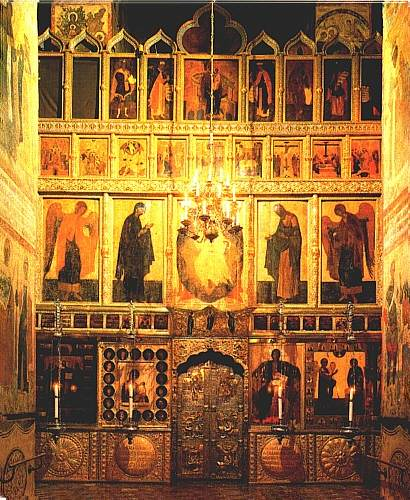
Ikonostas v katedrále Zvěstování v Moskvě

Chrám Zvěstování, známý také pod názvem Blagoveščenskij sobor, (rusky Благовещенский собор) je jedním ze šesti pravoslavných chrámů, které se nacházejí na Chrámovém náměstí v moskevském Kremlu.

## Historie
Chrám se stavěl podle projektu pskovských architektů v letech 1484 až 1489 v tradičním staroruském architektonickém stylu. Má devět zlatých kupolí, které reprezentují devět dní, během nichž dobývala ruská vojska tatarskou Kazaň. Pro zářivý lesk zlatých kupolí nazývají tento chrám i názvem "zlatem pokrytý". V kostele se odehrávaly slavnostní události carské rodiny, zejména svatby a křty. Pravoslavní kněží z tohoto chrámu bývali často zpovědníky carské rodiny. Chrám byl v březnu 1918 komunisty zrušen a uzavřen. Od roku 1950 byl zpřístupněn jako muzeum.

## Současnost
Od roku 1993 se v chrámu opět sloužily pravoslavné bohoslužby. Později však přešel zcela do rukou ruské pravoslavné církve a bohoslužby se v něm konají pravidelně. V chrámu se nachází i vzácný ikonostas s ikonami takových mistrů jako Andrej Rublev a Teofanos Řek.